# Кобозева, Инна Сергеевна
Российский государственный педагогический университет имени А. И. ГерценаРоссийский государственный педагогический университет имени А. И. Герцена

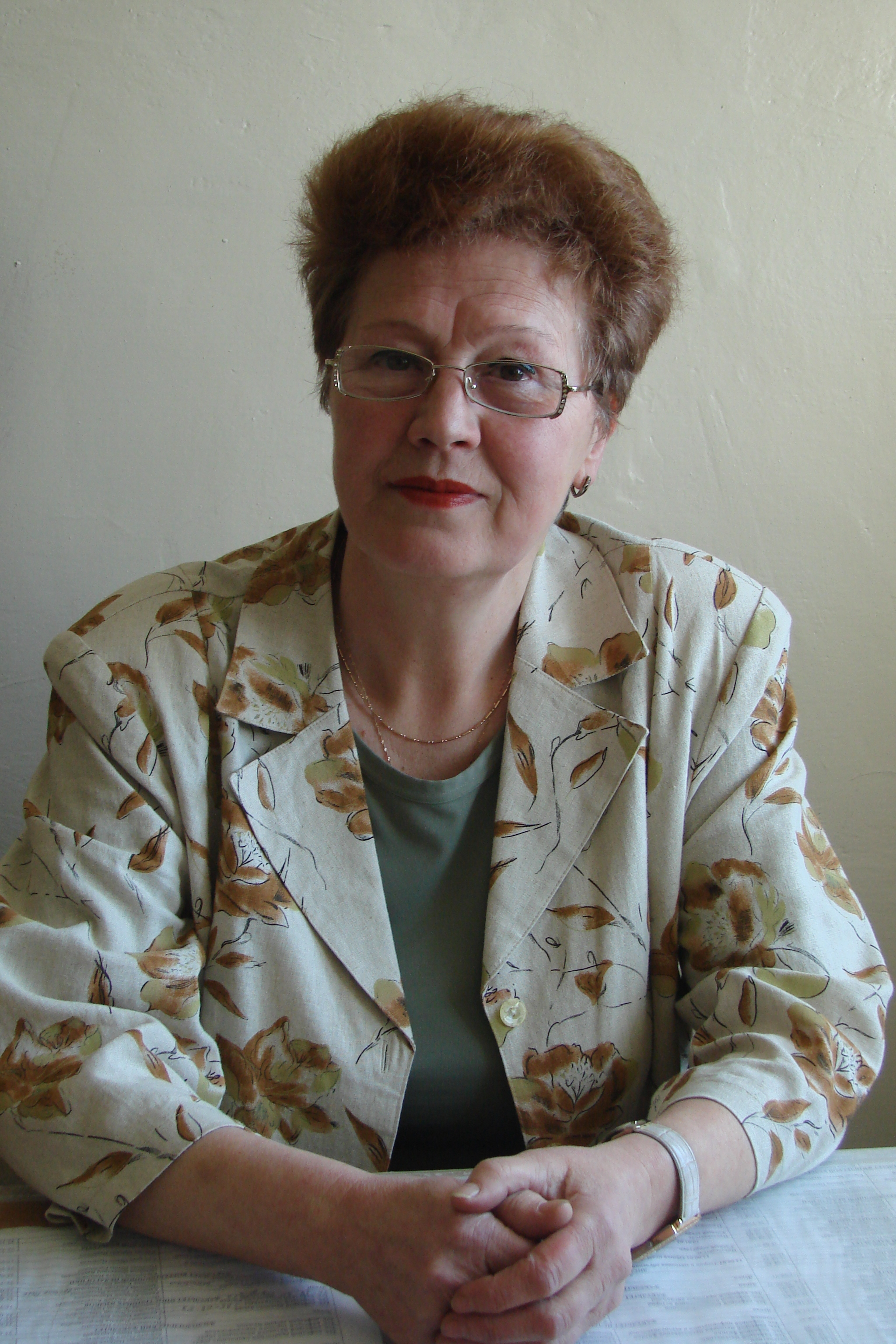

Инна Сергеевна Ко́бозева (род. 8 сентября 1948, Саранск) — советский и российский пианист, педагог, доктор педагогических наук (2006), профессор Мордовского государственного педагогического университета имени М. Е. Евсевьева ( 1983-1984 уч. год  по 2023-2024 уч. год) г. Саранск; Институт музыки, театра и хореографии Российского государственного педагогического университета им. А.И. Герцена (с 2024-2025 уч. года) г. Санкт-Петербург, создатель научного направления «Региональное непрерывное музыкальное образование как национально-культурное явление».

## Биография
Кобозева Инна Сергеевна родилась в 1948 году в г. Саранске РМ. С детства занималась фортепиано, в юношестве стала лауреатом конкурса пианистов имени Д. Б. Кабалевского и получила специальный приз за лучшее исполнение концерта для фортепиано с оркестром А. М. Баланчивадзе.
В 1972 г. окончила фортепианный факультет, в 1978 г. — ассистентуру — стажировку по специальности фортепиано в Казанской государственной консерватории, в 1989 г. — аспирантуру Московского педагогического государственного университета.
К профессиональной деятельности приступает с 1972 года в качестве преподавателя специального фортепиано в Саранском музыкальном училище им. Л. П. Кирюкова. В качестве солистки-пианистки Мордовской государственной филармонии выступала в концертах различных городов России, в том числе играла с Московским государственным симфоническим оркестром под управлением народной артистки СССР Вероники Дударовой, вошедшей в книгу рекордов Гиннесса как единственная женщина, возглавлявшая крупные симфонические оркестры.
Научную карьеру начинает в Мордовском государственном педагогическом университете им. М. Е. Евсевьева, с 1983 г. занимает должность старшего преподавателя, доцента, с 2006 — профессора, с 1991—2015 гг. являлась зав. кафедрой теории и истории музыки и музыкальных инструментов (с 2009 переименована в кафедру музыкального образования), которая в 2011 г. за заслуги в области развития отечественного образования была награждена дипломом «Золотая кафедра России» серии «Золотой фонд отечественной науки».
В 1991 г. получила степень кандидата педагогических наук, защитив диссертацию по теме «Национальная музыка и проблема её использования в профессиональной подготовке школьного учителя» (специальность 13.00.02 -Теория и методика обучения и воспитания (музыка).
В 2006 г. защитила докторскую диссертацию на тему: «Региональное непрерывное музыкальное образование как национально-культурное явление» (специальность 13.00.01 — общая педагогика, история педагогики и образования). Область научных интересов: проблемы педагогики высшей школы, история педагогики и образования, вопросы методологии регионального музыкального образования и воспитания национальной культуры личности, система непрерывного музыкального образования, педагогическая поддержка и сопровождение развития личности на всех этапах непрерывного образования. Осмысление Кобозевой И. С. новых подходов к проблемам развития музыкального образования России и актуализация их аспектов в региональном музыкальном образовании, легли в основу нового научного направления — исследования регионального непрерывного музыкального образования как национально-культурного явления, его различных аспектов в РМ.
И. С. Кобозева является действительным членом Международной академии наук педагогического образования (МАНПО), членом Российской общенациональной секции Международного общества музыкального образования при Всемирном музыкальном Совете ЮНЕСКО, экспертом общественной экспертизы публикаций, включенных в федеральный перечень ВАК. Занесена в энциклопедию «Лучшие люди России» (2003), в Энциклопедический справочник «Мордовия XX век: культурная элита» (2010). Значительный вклад И. С. Кобозевой в развитие отечественной науки, культуры и образования отмечен большим количеством благодарностей и наград, среди них: заслуженный деятель искусств РМ (1982), почетная грамота Министерства образования России (2002), почетная грамота Государственного собрания республики Мордовия (2003), почетное звание «Почетный работник высшего профессионального образования Российской Федерации» (2012), медаль «За заслуги. В ознаменование 1000-летия единения мордовского народа с народами российского государства» (2012), почетная грамота государственного собрания Республики Мордовия (2013), благодарность главы Республики Мордовия (2018), почетное звание «Заслуженный деятель науки Республики Мордовия» (2022), звание «Почетный профессор Мордовского государственного педагогического университета имени М. Е. Евсевьева» (2022), нагрудный знак Министерства образования России «За верность профессии» (2024).
Области деятельности: преподавание учебных дисциплин по профилю кафедры в вузе, научное консультирование докторантов, аспирантов, соискателей, учителей школ, педагогов дополнительного образования, научное редактирование сборников научных трудов, монографий; оппонирование и рецензирование кандидатских и докторских диссертаций.
И. С. Кобозева является членом диссертационных советов при Мордовском государственном педагогическом университете имени М. Е. Евсевьева по специальности 13.00.01 — общая педагогика, история педагогики и образования (г. Саранск) и Казахском национальном университете искусств по защите диссертации доктора философии (PhD) специальности «Музыкальное образование» (г. Астана). Член УМО высших учебных заведений РФ по педагогическому образованию (1996). (2000). Ученый в области музыкального образования, педагогики высшей школы.
Основное научное направление: непрерывное музыкальное образование, история педагогики и образования, формирование культуры личности в музыкально-образовательном процессе.
И. С. Кобозева автор более 400 научных и учебно-методических работ.

## Основные работы

### Монографии, главы в монографиях, учебники
- Национальная ориентация Российского музыкального образования: историко-педагогический анализ: монография. — Мордов. гос. пед. ин-т. — Саранск, 2002. — 184 с. ISBN 5-8156-0101-2
- Профессиональное музыкальное образование в Республике Мордовия: опыт становления и развития (30-е — 50-е годы XX века) / Страницы истории образования в Мордовском крае: послереволюционный период: монографический сборник — Саранск: Тип. «Красн. Окт.», 2003.- С. 129—145. ISBN 5-7493-0558-9
- Национально-ориентированное непрерывное музыкальное образование: теоретико-методологический аспект: монография — Мордов. гос. пед. ин-т. — Саранск, 2003. — 181 с. ISBN 5-8156-0158-6
- Регионализация музыкального образования в рамках ретроспективного теоретического анализа / Научное исследование: информация, анализ, прогноз: монография .- Книга 13. — Воронеж: ВГПУ, 2007. — Глава XV. — С. 153—168. ISBN 5-88519-392-4
- Национальная музыкальная культура личности как детерминанта развития национальной музыкальной культуры общества / Научные исследования: информация, анализ, прогноз: монография. — Книга 17. — Воронеж: ВГПУ, 2008. — С. 93-105. ISBN 978-5-88519-359-9
- Теоретико-методологические основания технологии овладения нотным текстом в профессионально-творческом становлении учителя музыки / Инновационные гуманитарные технологии в педагогическом образовании: монография. — Мордов. гос. пед. ин-т. — Саранск, 2010. — С. 81-93. ISBN 978-5-8156-0296-0
- Технология профессионально-творческого развития педагога-музыканта в процессе овладения нотным текстом / Гуманитарные технологии в образовании : в 3 ч. Ч. 3: монография. — Мордов. гос. пед. ин-т. — Саранск, 2011. — С. 196—224 ISBN 978-5-8156-0370-7; ISBN 978-5-8156-0411-7
- Теоретико-методологические основания развития профессионально-ценностной направленности личности учителя / Модели и технологии психолого-педагогического сопровождения развития детей в системе образования : монография в 2-х ч. Ч. 2 — Мордов. гос. пед. ин-т. — Саранск, 2011. — С. 311—321. ISBN 978-5-8156-0433-9; ISBN 978-5-8156-0437-7
- Профессиональная компетентность как результативно-целевая основа инновационного развития высшего музыкально-педагогического образования в системе непрерывного образования / Развитие инновационного потенциала высшего музыкально-педагогического образования: монография — Мордов. гос. пед. ин-т.. — Саранск, 2013. — Глава I. ISBN 978-5-8156-0564-0
- Кросскультурное образование как инновационное направление в обучении музыке / Развитие инновационного потенциала высшего музыкально-педагогического образования: монография. — Мордов. гос. пед. ин-т. — Саранск, 2013. — Глава IX С. 131—144. ISBN 978-5-8156-0564-0
- Коммуникативные технологии как ценностно-смысловое поле организации музыкальной деятельности / Развитие инновационного потенциала высшего музыкально-педагогического образования: монография. — Мордов. гос. пед. ин-т.- Саранск, 2013. — Глава X. С. 145—158. ISBN 978-5-8156-0564-0
- Понятие и структура готовности будущего педагога к реализации инновационной модели музыкально-творческого развития детей в дошкольном образовательном учреждении / Развитие инновационного потенциала высшего музыкально-педагогического образования: монография. — Мордов. гос. пед. ин-т. — Саранск, 2013. — Глава VII С. 94-110. ISBN 978-5-8156-0564-0
- Мониторинг личности и деятельности студента-музыканта в образовательном процессе педагогического вуза / Диагностика эффективности личностного развития учителя в инновационном музыкально-образовательном процессе педагогического вуза [электронный ресурс]: монография. — Мордов. гос. пед. ин-т. — Саранск, 2016. — Глава I. С. 5-18. ISBN 978-5-8156-0509-1
- Проблемы подготовки кадров в региональной системе музыкально-педагогического образования / Подготовка кадров к реализации дополнительного образования детей средствами искусства в условиях региона: [электронный ресурс]: монография — Мордов. гос. пед. ин-т.- Саранск, 2018. — Глава II. С. 32-50. ISBN 978-5-8156-0878-8
- Развитие региональной системы непрерывного музыкального образования [электронный ресурс] : монография. — Мордов. гос. пед. ин-т. — Саранск, 2019. ISBN 978-5-8156-1110-8
- Регионально-обусловленные особенности социальной адаптации обучающихся в дополнительном образовании / Социальное воспитание детей и подростков в дополнительном образовании: монография. — Мордов. гос. пед. ун-т. — Саранск : РИЦ МГПУ,2021. — Глава V С. 57-71. ISBN 978-5-8156-1264-8.
- Этнокультурные и национально-культурные координаты художественно-эстетического дополнительного образования / Этнокультурная направленность художественно-эстетического дополнительного образования: монография. — Мордов. гос. пед. ун-т. — Саранск : РИЦ МГПУ. 2022. -. ГлаваIII С. 49-64. ISBN 978-5-8156-1558-8.
- Поликультурное художественно-эстетическое дополнительное образование: диалог культур и этнокультурное обучение/ Этнокультурная направленность художественно-эстетического дополнительного образования: монография. — Мордов. гос. пед. ун-т.. — Саранск : РИЦ МГПУ. 2022. -. Глава IV С. 65-80. ISBN 978-5-8156-1558-8.
- Педагогически организованная внеклассная деятельность как средство формирования музыкального вкуса современного молодого человека / Подготовка педагога-музыканта-воспитателя в контексте вызовов современности : монография. — Мордов. гос. пед. ун-т.- Саранск: РИЦ МГПУ, 2022. — Глава III С. 59-79. ISBN 978-5-8156-1587-8.
- Феномен культуры как хранитель духовной информации разных народов. / Сохранение культурного наследия в образовательном процессе [электронный ресурс] монография. — Мордов. гос. пед. ун-т. — Саранск : РИЦ МГПУ, 2023. — С. 4-7. ISBN 978-5-8156-1704-9.
- Сохранение культурного наследия в ценностном концепте современного образования / Сохранение культурного наследия в образовательном процессе [электронный ресурс] монография. — Мордов. гос. пед. ун-т. — Саранск : РИЦ МГПУ, 2023. — ГлаваI С.8 −19. ISBN 978-5-8156-1704-9.
- Статус категории «любовь к родному краю»: опыт личностного педагогического осмысления/ Сохранение культурного наследия в образовательном процессе [электронный ресурс] монография. — Мордов. гос. пед. ун-т. — Саранск : РИЦ МГПУ, 2023. — ГлаваII С.20-32. ISBN 978-5-8156-1704-9.
- Сохранение культурного наследия русских композиторов-классиков как проблема педагогики музыкального образования/ Сохранение культурного наследия в образовательном процессе [электронный ресурс] монография — Мордов. гос. пед. ун-т. — Саранск : РИЦ МГПУ, 2023. — ГлаваIII С.33-47. ISBN 978-5-8156-1704-9.
- Развитие интереса обучающихся к ценностям национальной музыкальной культуры / Сохранение культурного наследия в образовательном процессе [электронный ресурс] монография. — Мордов. гос. пед. ун-т. — Саранск : РИЦ МГПУ, 2023. — ГлаваIV С.48-60. ISBN 978-5-8156-1704-9.
- Формирование национально-культурных ценностей у обучающихся посредством краеведческой деятельности / Сохранение культурного наследия в образовательном процессе [электронный ресурс] монография. — Мордов. гос. пед. ун-т. — Саранск : РИЦ МГПУ, 2023. — ГлаваV С.61-72. ISBN 978-5-8156-1704-9.
- Приобщение школьников к музыкальному искусству Мордовии при помощи ресурсов краеведческой деятельности / Сохранение культурного наследия в образовательном процессе [электронный ресурс] монография. — Мордов. гос. пед. ун-т.. — Саранск : РИЦ МГПУ, 2023. — ГлаваVI С. 73-86. ISBN 978-5-8156-1704-9.

### Статьи в научных изданиях, рекомендованных ВАК
- Реализация регионального подхода в подготовке бакалавра педагогического образования (профиль «Музыка») // Гуманитарные науки и образование. — 2017. — № 2 (30). — С. 25-30.
- Проблема развития эмоциональности у обучающихся музыкальному исполнительству // Мир науки, культуры, образования. — 2020. — № 5 (84). — С. 109—112.
- Развитие мотивации к учебно-исследовательской деятельности у обучающихся музыкальному исполнительству // Отечественная и зарубежная педагогика. — 2020. т. 1, № 4 (69). — С.177-187.
- Контроль и оценка образовательных достижений студентов-музыкантов в вузе в условиях интеграции дистанционных и очных форм обучения // Мир науки, культуры, образования. — 2020. — № 6 (85). — С. 9-11.
- Педагогические условия развития культуры личности студентов педагогического вуза средствами русской духовной музыки // Мир науки, культуры, образования. — 2020. — № 6 (85). — С. 246—249.
- Диалог в поликультурно-ориентированной музыкальной подготовке детей в учреждении дополнительного образования // Научно-педагогическое обозрение. — 2020. — № 1 (29). — С. 27-36.
- Этнокультурная направленность дирижёрско-хоровой подготовки бакалавра педагогического образования (профиль «Музыка») // Гуманитарные науки и образование. — 2022. — том 13, № 2 (50). — 81-86.
- Познавательные процессы в профессиональной деятельности будущего педагога-музыканта // Профессиональное образование в России и за рубежом. — 2022. — 3 (47). — 115—123.
- Формирование дистанционно-образовательной компетентности обучающихся // Известия Волгоградского государственного педагогического университета. — 2021 — № 10 (163). — 137—142.
- Феномен творчества в профессиональной подготовке будущего педагога-музыканта // Отечественная и зарубежная педагогика. — 2022. т. 1, № 4 (85). — С. 108—119.
- Культурное наследие в подготовке педагога-музыканта в региональном вузе // Отечественная и зарубежная педагогика. — 2023. т. 1, № 4 (94). — С. 128—140.
- Музыкально-краеведческая деятельность как средство приобщения обучающихся к культурному наследию региона // Мир науки, культуры и образования. — 2023. т. 1, № 3 (100). — С. 284—287.
- Концепт «Любовь к родному краю»: сущность и явление // Мир науки, культуры и образования. — 2025, № 1 (110). — С. 256—259

### Публикации в журналах, индексируемых в базах данных Scopus, Web of Science
- Communicative Competency as Teacher’s Integrative Ability for Musical Communication / Asian Social Science. — 2015. — Vol. 11, No. 8. — P. 37-43.
- Solving Professional Tasks in the Format of Methodical Workshop as a Means of Training a Mobile Teacher / International Journal of Applied Exercise Physiology. — 2019. — Vol. 8 No. 2.1. — P. 846—851.
- About Development of Critical Thinking of Modern Lecturer in Musical and Pedagogical Dirtction at University / Innovation and global issues congress IV Multidisciplinary Scienctn, Lara / Antalia / Turkey, November 22-24, 2018; Congress Publication, 2019. С. 1367—1389.
- Educational concert as an organizational form of music students’ training at pedagogical university / Учебный концерт как организационная форма обучения студентов-музыкантов в педагогическом вузе // AD ALTA: Journal of Interdisciplinary Research. — 2020. — Vol. 10, Issue 1, Special Issue XI. — Р. 123—126.
- Formation and development history of higher music and pedagogical education in Kazakhstan (late 20th — early 21st centuries) / История формирования и развития высшего музыкально-педагогического образования в Казахстане (конец 20-начало 21 вв.) // Turismo: Estudos & Práticas (UERN) Mossoro/ RN, n. 1, fevereiro 2020. 20 рр.
- Sheet music as a target of cross-disciplinary analysis and a tool for teaching music to students of pedagogical university / Нотный текст как объект междисциплинарного анализа и средство обучения музыке студентов педагогического вуза // AD ALTA: Journal of Interdisciplinary Research. — 2020. — Vol. 10, Issue 2, Special Issue XIV. — Р. 31-35.
- Pedagogical support for educational concert training of music students at the university / Педагогическое сопровождение учебно — концертной подготовки студентов-музыкантов в вузе // AD ALTA: Journal of Interdisciplinary Research. — 2020. — Vol. 10, Issue 2, Special Issue XIV. — Р. 97-100.
- Socialization of children and adolescents through supplementary education by means of art / Социализация детей и подростков в дополнительном образовании средствами искусства // AD ALTA: Journal of Interdisciplinary Research.- 2020. — Vol. 10, Issue 2, Special Issue XIV. — Р. 105—108.
- Sheet music as a target of cross-disciplinary analysis and a tool for teaching music to students of pedagogical university / Нотный текст как объект междисциплинарного анализа и средство обучения музыке"// AD ALTA: Journal of Interdisciplinary Research. — 2020. — Vol. 10, Issue 2, Special Issue XIV. — Р.31-34.
- Developing information competencies of future music teachers through multimedia and audiovisual technologies / Развитие информационных компетенций у будущих учителей музыки средствами мультимедийных и аудиовизуальных технологий // AD ALTA, 11 (2), 2021.- pp. 77–81
- Preparation of Musical Pedagogy in Teachers’ Training Courses in Kazakhstan in the Last Quarter of the 19th and Early 20th Century / Педагогическая подготовка в учительских семинариях Казахстана последней четверти XIX-начала XX века // Music Scholarship. 2021. № 2. С. 101—110.
- Performance analysis based on the use of multimedia technologies in professional training of music students at pedagogical university/ Исполнительский анализ с применением мультимедийных технологий в профессиональной подготовке студентов-музыкантов педагогического вуза // AD ALTA, 11 (2), 2021. — pp. 160–163
- Formation of environmental competence of students in additional education / Формирование экологической компетентности обучающихся в дополнительном образовании // AD ALTA: Journal of Interdisciplinary Research, 11/02. — XXIII, 2021. 210—213 pp.
- Social education of children and adolescents in the institutions of additional education / Социальное воспитание детей и подростков в дополнительном образовании // AD ALTA, 11 (2), 2021. — pp. 173–177.